# Bernard Michael Gilroy

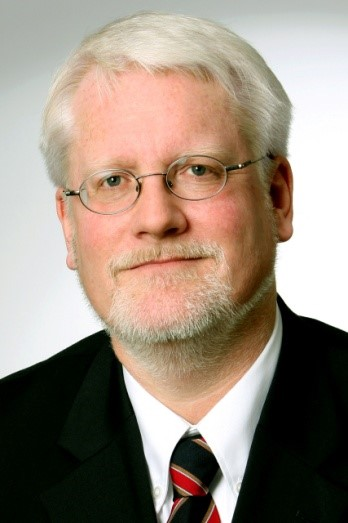
Bernard Michael Gilroy

Bernard Michael Gilroy (* 10. Oktober 1956 in New York City, USA) ist ein US-amerikanischer Wirtschaftswissenschaftler und Inhaber des Lehrstuhls für Makrotheorie und Internationale Wirtschaftsbeziehungen an der Universität Paderborn.

## Leben
Bernard Michael Gilroy besuchte von 1961 bis 1970 die Elementary School Roselle Park in New Jersey, USA und im Anschluss daran bis 1974 die dortige Roselle Park High School.
Gilroy studierte von 1974 bis 1978 am Upsala College in New Jersey, USA und erwarb seinen Bachelor of Arts (mit Auszeichnungen) im Fach „Multinational Corporate Studies/German Translation Program“. Während seines Bachelorstudiums nahm er als Austauschstudent am „Rutgers University Junior Year Abroad Program“ teil und studierte von 1976 bis 1977 an der Universität Konstanz.
Im Anschluss an sein Bachelorstudium studierte er Volkswirtschaftslehre an der Universität Konstanz und erwarb dort seinen Diplomtitel als Volkswirt mit der Abschlussarbeit Stability Optimism and its Importance in Monetarist Theory. Von 1987 bis 1989 war er wissenschaftlicher Assistent am Lehrstuhl für Volkswirtschaftslehre von Robert Leu an der Universität St. Gallen und begann dort sein Promotionsstudium. 1989 wurde er mit seiner Dissertation Economic Issues of Multinational Enterprise zum Dr. oec. promoviert. Im Anschluss daran war er von 1989 bis 1995 vollamtlicher Dozent für Volkswirtschaftslehre an der Universität St. Gallen. In dieser Zeit war er auch von Visiting Scholar (1991 bis 1992) an der University of Reading. Im Oktober 1993 schloss er seine Habilitation an der Universität St. Gallen zum Thema Networking in Multinational Enterprises: The Importance of Strategic Alliances ab und wurde 1995 zum Assistenzprofessor für Volkswirtschaftslehre an der Universität St. Gallen gewählt. Im Oktober 1996 wurde er zum Professor für Internationale Wirtschaftsbeziehungen und Makroökonomie an die Universität Paderborn berufen und ist seither Inhaber des dortigen Lehrstuhls. Von 2003 bis 2007 war er gewählter Prorektor für Studium, Lehre, Weiterbildung und Internationale Beziehungen der Universität Paderborn.
Seine Forschungsschwerpunkte sind Außenwirtschaftstheorie und -politik, Makroökonomie sowie multinationale Unternehmen.

## Publikationen

### Bücher
- mit Thomas Gries und W. Naudè (Hrsg.): Multinational Enterprises, Foreign Direct Investment and Growth in Africa: South African Perspectives. Physica Verlag, Heidelberg 2004, ISBN 3-7908-0276-X.
- Networking in Multinational Enterprises: The Importance of Strategic Alliances. University of South Carolina Press, Columbia, South Carolina 1993, ISBN 0-87249-845-X.
- mit Udo Broll: Außenwirtschaft – Einführung und neuere Ansätze. R. Oldenbourg Verlag, München 1989, 2. Auflage. 1994.
- Economic Issues of Multinational Enterprise. Hartung-Gorre Verlag, Konstanz 1989, ISBN 3-89191-297-8.

### Aufsätze in Zeitschriften und Sammelbänden
- mit Mark Schopf und Anastasia Heimann: Gibt es eine optimale Frauenquote? In: WiSt-Wirtschaftswissenschaftliches Studium. 2/2014, S. 85–91.
- mit Heike Schreckenberg und Volker Seiler: Subsidiarity between Economic Freedom and Harmonized Regulation: Is there an Optimal Degree of European Integration? In: Federal Governance. Band 10, Nr. 2, 2013, S. 3–8, http://library.queensu.ca/ojs/index.php/fedgov/article/view/4536
- mit Elmar Lukas und Christian Heimann: Technologiestandort Deutschland und internationale Wissensspillover – Welchen Einfluss nehmen ausländische MNU auf deutsche Exporte? In: Jahrbücher für Nationalökonomie und Statistik. Band 233, Nr. 5+6, 2013.
- mit Mark Schopf und Anastasia Heimann: Basic Income and Labour Supply: The German Case. In: Basic Income Studies. Band 8, Nr. 1, 2013, S. 43–70, http://www.degruyter.com/view/j/bis.2013.8.issue-1/bis-2012-0009/bis-2012-0009.xml
- mit Birke Thuy Duong Nguyen: Ist Fairer Handel Wirklich Fair? In: WiSt-Wirtschaftswissenschaftliches Studium. 3/2013, S. 134–140.
- mit Daniel Kruse: Die Prinzipal-Agent-Theorie als Erklärungsinstrumentarium von Korruption: Angewendet auf den Praxisfall „Siemens“. In: WiSt-Wirtschaftswissenschaftliches Studium. 3/2012, S. 143–150.
- mit Tobias Volpert: Die Funktionen eines Patentsystems und ihre Bedeutung für Unternehmensausgründungen aus Hochschulen. In: M. Asche, W. Bauhus, E. Mitschke, B. Seel (Hrsg.): Open Source: Kommerzialisierungsmöglichkeiten und Chancen für die Zusammenarbeit von Hochschulen und Unternehmen. 2008, S. 21–40.
- mit Melanie Beier und Elmar Lukas: Small- and Medium-sized Enterprises (SMEs) in internationally operating R&D networks: recent findings and Trends. In: International Journal of Globalisation and Small Business. Band 2, Nr. 3, 2008, S. 325–341, http://inderscience.metapress.com/content/200qt2772712446q
- mit Elmar Lukas: The Choice between Greenfield Investment and Cross-border Acquisition: A Real Options Approach. In: The Quarterly Review of Economics and Finance. Band 46, Nr. 3, July, 2006, S. 447–465, http://ideas.repec.org/a/eee/quaeco/v46y2006i3p447-465.html
- mit Elmar Lukas: On the Dynamics of Innovative Strategic Alliances in Korea. In: The Journal of the Korean Economy. Band 7, Nr. 1, Spring, 2006, S. 1–19, http://www.akes.or.kr/akes/downfile/3.proofreading051212_a.pdf
- mit Elmar Lukas und Tobias Volpert: The European „No-Frills“-Aviation Market: Current and Future Developments. In: Peter Forsyth, David Gillen, Otto G. Mayer, Hans-Martin Niemeier (Hrsg.): Competition versus Predation in Aviation Markets: A Survey of Experience in North America, Europe and Australia. Ashgate, Aldershot, (in association with the German Aviation Research Society), Chapter 11, 2005, S. 203–237.
- Wird die Kultur Opfer der Wirtschaft? In: Fremdes vertraut machen – mit Sprachen zur Kultur. (Bericht über eine Schülerakademie im Rahmen der Begabtenförderung, Landesinstitut für Schule/Qualitätsagentur NRW in Verbindung mit der Werner-Gehring-Stiftung), Soest, 2005, S. 52–67.
- Realoptionstheorie und Standortentscheidungen multinationaler Unternehmen. In: Günther Greulich, Manfred Lösch, Christian Müller, Winfried Stier (Hrsg.): Empirische Konjunktur- und Wachstumsforschung. Verlag Rüegger, 2005, S. 41–55.
- mit Elmar Lukas und Udo Broll: Risiko, derivative Märkte und dynamische Optimierung. In: WISU – das Wirtschaftsstudium. 10/04, 2004, S. 1–5.
- mit Elmar Lukas: Ökonomische Theorie im Alltag: Hedge Fonds. In: WISU – das Wirtschaftsstudium. 2005.
- Das Mundell-Fleming Modell. In: WISU – das Wirtschaftsstudium. Heft 7, Juli 2004, S. 934–941.
- mit Udo Broll: Managing Sovereign Credit Risk with Derivatives. In: Alexander Karmann, Michael Frenkel, Bert Schollens (Hrsg.): Sovereign Risk and Financial Crises. Springer Verlag, 2004, http://link.springer.com/chapter/10.1007/978-3-662-09950-6_6#
- mit Tobias Volpert: Die EU-Richtlinie für Genpatente – eine Rechtsvorschrift aus Sicht der Volkswirtschaftslehre. In: Schmollers Jahrbuch: Zeitschrift für Wirtschafts- und Sozialwissenschaften (Journal of Applied Social Sciences Studies). Heft 4, 2003, S. 563–579.
- mit Udo Broll und J. E. Wahl: Unternehmensinterne Kommunikation und Risikopolitik. In: W. Dangelmaier, T. Gajewski, C. Kösters (Hrsg.): Innovationen im E-Business. Fraunhofer ALB, Band 10, ALB-HNI-Verlagsreihe, 2003, S. 139–149.
- mit Udo Broll: Global Supply, E-Business und Währungsmanagement. In: W. Dangelmaier, A. Emmerich, D. Kaschula (Hrsg.): Modelle in E-Business. Fraunhofer ALB, Band 8, ALB-HNI-Verlagsreihe, 2002, S. 19–25.
- mit Elmar Lukas: The New Agenda for FDI: Evidence from South Korea and Germany. In: The Journal of Business Administration. Band 2, Nr. 1, October 31, 2002, S. 67–85.
- mit Elmar Lukas: Bewertung strategischer Wachstumsoptionen bei M&A-Transaktionen innerhalb der Telekommunikationsbranche. In: M & A Review. Heft 7, 2002, S. 380–385.
- mit Tobias Volpert: Economic Insights and Deficits in European Biotechnology Patent Policy. In: Intereconomics: Review of European Economic Policy. Band 37, Nr. 3, 2002, S. 150–155, http://link.springer.com/article/10.1007/BF02928874
- mit Tobias Volpert: Ökonomische Theorie im Alltag: Patente in der Gentechnik. In: WISU – das Wirtschaftsstudium. 5/2002, S. 664–666.
- mit Tobias Volpert: Ökonomische Theorie im Alltag: Strategische Handels- und Industriepolitik im internationalen Wettbewerb. In: WISU – das Wirtschaftsstudium. 2/2002, S. 206–208.
- Globalisation, Multinational Enterprises and European Integration Pocesses: Some Insights for International Human Resource Management. In: A. W. Clermont, D. Schmeisser, D. Krimphove (Hrsg.): Strategisches Personalmanagement in Global Unternehmen. Verlag Vahlen, 2001, S. 25–42.
- mit Tobias Volpert: Zukunftsfelder ökonomischer Forschung im Bereich des Internet. Opensource, April/Mai, 2000, S. 8–11.
- Beschäftigungswirkungen multinationaler Unternehmungen. In: Wolfgang Brandes und Peter Weise (Hrsg.): Ökonomie und Gesellschaft: Unternehmungsverhalten und Arbeitslosigkeit. Jahrbuch 15, Campus Verlag, Frankfurt 2000, S. 306–332.
- A Primer on Internet Economics. In: Thomas Gries, Leena Suhl (Hrsg.): Economic Aspects of Digital Information Technologies. Gabler, Deutscher Universitätsverlag, Wiesbaden 1999, S. 1–16.
- Die Globalisierungsfalle: Gibt es sie wirklich? In: Elisabeth Fish, Hartmut Vollmer (Hrsg.): Einblicke – Ausblicke: 25 Jahre Universität Paderborn. Bonifitius Verlag, Paderborn 1998, S. 76–85.
- International Competitiveness, Multinational Enterprise Technology Clubs, and the Government Interface. In: K. Jäger, K. J. Koch (Hrsg.): Trade, Growth and Economic Policy in Open Economies. Springer Verlag, 1998, S. 13–30.
- mit Alan Webster: Labour Skills and the UK’s Comparative Advantage with its European Community Partners. In: Applied Economics. Band 27, Nr. 4, April 1995, S. 327–343.
- Economic Freedom Versus Harmonized Regulation: Is There An Optimal Degree of European Integration? In: Fatemi, Khosrow (Hrsg.): The Globalization of Business in the 1990s: Implications for Trade and Investment (Proceedings of the Fourth International Conference of the International Trade and Finance Association, Juli 13–16, Reading England), Part III The European Community, Kapitel 10, Texas A & M International University, 1994, S. 151–167.
- Krank und Teuer: Ordnungspolitische Fehlleistungen im schweizerischen Gesundheitswesen. In: Peter Füglistaler (Hrsg.): Hilfe die Schweiz Schrumpft! Orell Füssli-Verlag, 1994, S. 78–94.
- Firmeninterner Handel. In: WiSt – Wirtschaftswissenschaftliches Studium. Heft 9, September 1992, S. 467–471.
- Schweizerische Pflichtlagerhaltung und ihre Finanzierung. In: Schweizerische Zeitschrift für Volkswirtschaft und Statistik. September-Heft, 1991, S. 431–443.
- Faktorgehalt und Internationaler Handel. In: Jahrbuch für Sozialwissenschaft. Heft 1, 1991, S. 1–14.
- Intra-Firm Trade. In: Journal of Economic Surveys. Band 3, Nr. 4, 1989, S. 325–343, http://onlinelibrary.wiley.com/doi/10.1111/j.1467-6419.1989.tb00074.x/full
- Session No. 4: New Forms of Internationalization in Business / Discussion. In: Silvio Borner (Hrsg.): International Economic Association, Basle Round Table Conference Volume: International Finance and Trade in a Polycen-tric World. McMillan Publishers, 1988, S. 300–307.
- mit Udo Broll: International Cooperation and Intra-Industrial Transactions. In: Journal of International Economic Integration. Band 3, Nr. 2, Herbst 1988, S. 79–87, JSTOR:23000018
- mit Udo Broll: Market Behaviour, Information Asymmetries and Product Qualities. In: The Indian Journal of Economics. Centenary Volume LXVIII, Teil III, Nr. 270, Januar 1988, S. 455–466.
- mit Udo Broll: Intra-Industry Trade and Differences in Technology. In: Scottish Journal of Political Economy. Band 35, Nr. 4, November 1988, S. 398–403, http://onlinelibrary.wiley.com/doi/10.1111/j.1467-9485.1988.tb01065.x/abstract
- Session No. 3: European Technology Initiatives and Global Competition/Discussion. In: Aussenwirtschaft. 43. Jahrgang, Heft I/II, 1988, S. 259–266.
- Die Schweiz im Spannungsfeld der Welthandels- und Strukturanpassungsprobleme. In: Journal für Entwicklungspolitik. Band 2, 1988, S. 33–45.
- mit Udo Broll: German Multinationals. In: Multinational Business Quarterly. Nr. 1, 1987, S. 1–11.
- mit Udo Broll: Intra-Industrieller Aussenhandel. In: WiSt – Wirtschaftswissenschaftliches Studium. 16. Jahrgang, Heft 7, Juli 1987, S. 359–361.
- mit Udo Broll: Indian Industrialization, Multinational Enterprises and Gains From Trade. In: The Indian Journal of Economics. Band 67, Oktober 1986, S. 231–239.
- mit Udo Broll: Collateral in Banking Policy and Adverse Selection. In: The Manchester School. Dezember 1986, S. 357–366.
- mit Udo Broll: Comparative Advantage And Trade Patterns. In: Jahrbuch für Sozialwissenschaft. Heft 3, 1986, S. 321–324.
- mit Udo Broll: Developing Countries In Light of Intra-Trade. In: Asian Economies. Nr. 55, Dezember 1985, S. 20–28.
- mit Udo Broll: Marktverhalten bei Qualitätsunsicherheit – Ein einfaches Beispiel. In: WiSt – Wirtschaftswissenschaftliches Studium. Heft 6, Juni 1985, S. 303–310.
- mit Udo Broll: International Division of Labour and Intra-Trade. In: Economia Internazionale. Band XXXVIII, 2, Mai 1985, S. 161–167.